# Planta arborescente

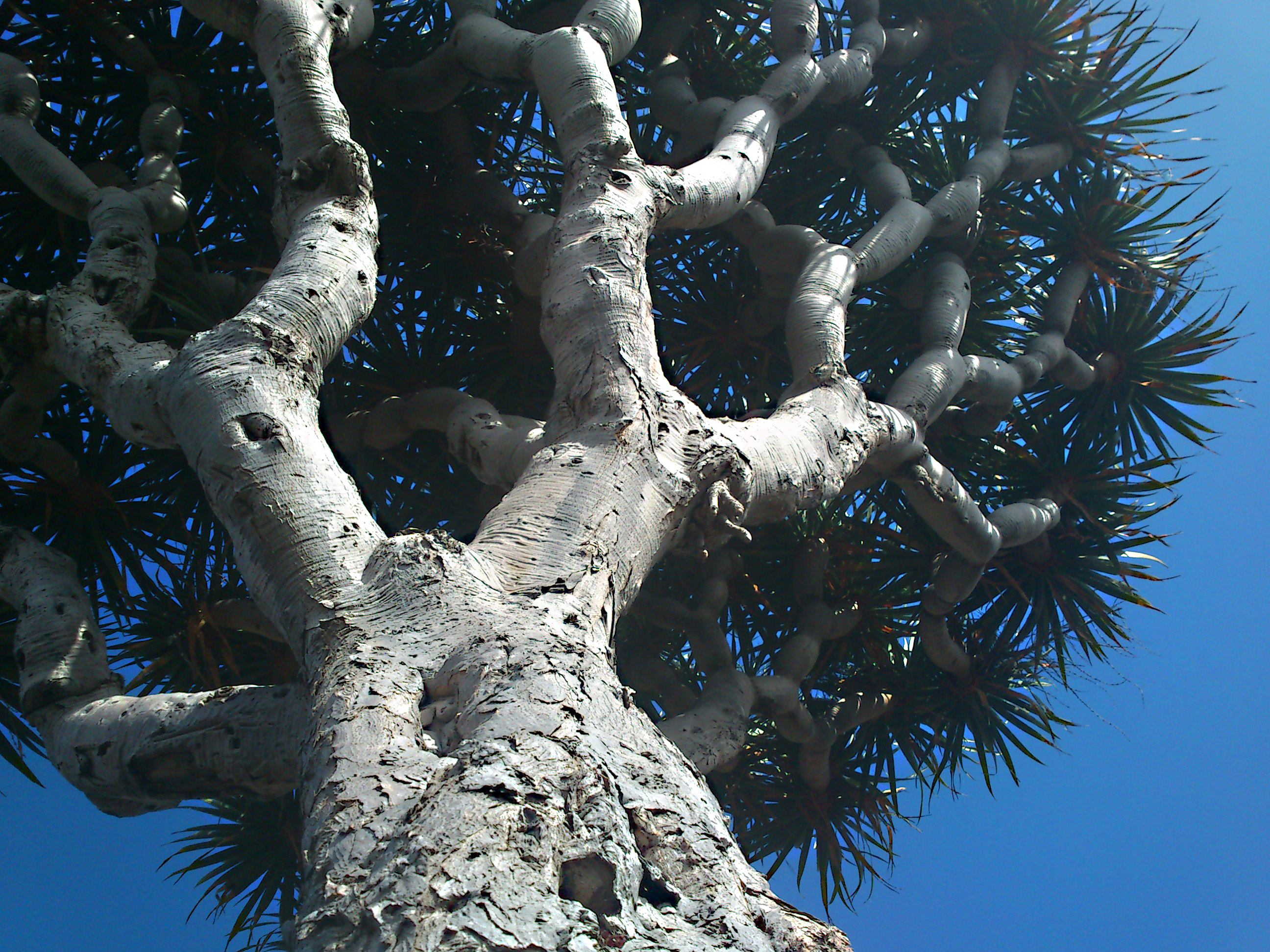
Tronco e ramos de Dracaena draco (dragoeiro), uma planta arborescente de grande porte.

Planta arborescente é a designação utilizada em anatomia vegetal para descrever as plantas herbáceas cujos caules ou ramos adquirem consistência lenhosa formando uma planta de tronco lenhoso, cuja forma e cujo porte se aproximam dos de uma árvore.